# Uroptychus yokoyai
Uroptychus yokoyai is een tienpotigensoort uit de familie van de Chirostylidae. De wetenschappelijke naam van de soort is voor het eerst geldig gepubliceerd in 2004 door Ahyong & Poore.